# Selección de la Conmebol
La Selección de la Conmebol es una Selección conformada por los más representativos futbolistas de cada país miembro de la Confederación Sudamericana de Fútbol. Cada país estará representado al menos por un futbolista y hasta un máximo de tres, habiendo excepciones.
La creación de la Selección de la Conmebol fue aprobada por el Comité Ejecutivo de la Confederación Sudamericana de Fútbol, con fecha 21 de diciembre de 2006.

## Última nómina
| Selección Conmebol 2011 | Selección Conmebol 2011 | Selección Conmebol 2011 |
| ----------------------- | ----------------------- | ----------------------- |

| Pos. | Futbolista            | Equipo              | N.º Camiseta |
| ---- | --------------------- | ------------------- | ------------ |
| POR  | Claudio Bravo         | Manchester City     | 1            |
| POR  | Fernando Muslera      | Galatasaray         | 12           |
| POR  | Diego Alves           | Valencia            | 23           |
| DEF  | Thiago Silva          | París Saint-Germain | 3            |
| DEF  | David Luiz            | París Saint-Germain | 4            |
| DEF  | Dani Alves            | Juventus            | 2            |
| DEF  | Marcelo               | Real Madrid         | 6            |
| DEF  | Diego Godín           | Atlético de Madrid  | 24           |
| MED  | Javier Mascherano     | Barcelona           | 14           |
| MED  | Gary Medel            | Inter de Milán      | 17           |
| MED  | Ramires               | Jiangsu Suning      | 5            |
| MED  | Arturo Vidal          | Internazionale      | 8            |
| MED  | Ángel Di María        | París Saint-Germain | 22           |
| MED  | Antonio Valencia      | Manchester United   | 7            |
| DEL  | Radamel Falcao García | Mónaco              | 9            |
| DEL  | Luis Suárez           | Barcelona           | 20           |
| DEL  | Lionel Messi          | París Saint-Germain | 30           |
| DEL  | Neymar                | París Saint-Germain | 11           |
| DEL  | Alexis Sánchez        | Arsenal             | 19           |
| DEL  | Sergio Agüero         | Manchester City     | 16           |